# 布朗克斯公园
布朗克斯公园（英語：Bronx Park）是美国纽约市布朗克斯区布朗克斯河沿岸的一座城市公园。公园西南以南方大道为界，西北以韦伯斯特大道为界，北至枪山路，东至布朗克斯公园东，南至东180街。占地718英畝（2.91平方），是布朗克斯区第三大公园、纽约市第八大公园。
布朗克斯公园成立于1880年代后期，是纽约植物园和布朗克斯动物园的所在地，它们分别占据了公园北部和南部的大部分地区。东西走向的福特汉姆路（Fordham Road）横亘其间，将布朗克斯公园一分为二。

## 历史
布朗克斯公园的土地是通过1884年《新公园法令》（New Parks Act）提供的资金获得的。大部分土地来自福坦莫大学，该大学的条件是将这些土地用来建造动物园和植物园。少部分土地来自皮埃尔·洛里亚尔家族，他在今纽约植物园的土地上经营着经营着一个烟草厂（Lorillard Snuff Mill）:307。这个烟草厂现在还存在，为美国国家历史名胜，也是美国现存最古老的烟草制造建筑。此外还有土地来自当地显赫的莱迪格（Lydig）家族:163
公园最初的640英畝（2.6平方）土地于1888-1889年获得。最北端的250英畝（1.0平方）于1891年分配给纽约植物学会:147，261英畝（106公頃）于1897年分配给纽约动物学会。公园的东南额外的66英畝（27公頃）于1906年获得，该地区现在称为，是公园总部所在地。